# Trônia
Trônia, citada em fragmentos da mitologia grega, pode significar:
- Trônia (ninfa) - uma náiade, possivelmente filha do deus-rio Nestos, amada por Posidão, com quem teve um filho, Abdero, que deu nome à cidade de Abdera, na Trácia.[1]
- Trônia (filha de Belo) - uma filha de Belo, que teve com Hermes o filho Árabo, epônimo da Arábia.[2]